# Речфлот
«Речфлот: История речного флота Российской империи и Советского Союза» — документальная книга российского писателя Алексея Иванова, опубликованная в 2024 году. Своим содержанием связана с романом «Бронепароходы» (2023).

## Содержание
В книге рассказывается об истории российского речного флота со времён Петра I до современности. 11 из 15 глав посвящены отдельным периодам, ещё четыре раскрывают разные темы: пароходства, типы пароходов, речники и реки. «Речфлот» издаётся с графическими иллюстрациями Елены Мазур, на которых изображены разные типы речных судов.

## Публикация и оценки
«Речфлот» увидел свет 1 марта 2024 года. Книга стала документальным дополнением к опубликованному годом ранее роману Алексея Иванова «Бронепароходы», где речные суда играют важную роль в сюжете. «Речфлот» получил высокие оценки ряда критиков. Так, литературный обозреватель «Форбс» Наталья Ломыкина написала: «Алексей Иванов даёт панораму развития страны через развитие отрасли и делает это мастерски, как всегда. У Иванова есть талант рассказывать об исторических фактах, о каких-то даже скучных, экономических, промышленных вещах так же увлекательно, как он делает в художественных произведениях». По мнению Лидии Масловой из «Известий», эта книга «читается ничуть не хуже романа и, более того, имеет некоторое преимущество перед теми же „Бронепароходами“. Документальную книгу с непридуманными героями не упрекнёшь в элементах сериальной мелодраматичности, картонности одних персонажей и карикатурной гиперболизации других».